# Mahovo
Mahovo är en ort i Kroatien.   Den ligger i länet Moslavina, i den nordöstra delen av landet, 40 km sydost om huvudstaden Zagreb. Mahovo ligger 97 meter över havet och antalet invånare är 275.
Terrängen runt Mahovo är mycket platt. Runt Mahovo är det ganska tätbefolkat, med 86 invånare per kvadratkilometer. Närmaste större samhälle är Sisak, 11,4 km söder om Mahovo. Trakten runt Mahovo består till största delen av jordbruksmark.